# Paraphloeostiba formosana
Paraphloeostiba formosana (лат.) — вид жуков-стафилинид рода Paraphloeostiba из подсемейства Omaliinae (Staphylinidae). Китай, Тайвань, Вьетнам.

## Описание
Мелкие коротконадкрылые жуки, длина тела: 1,80—2,50 мм. Пунктировка переднеспинки и надкрылий глубокая и плотная. Тело желто-коричневое до красно-коричневого. Медианная доля значительно сужена в вершине; парамеры широкие. Акцессорный склерит самки с широкой и короткой апикальной частью. Пронотум выпуклый, от середины равномерно сужен как в переднем, так и в заднем направлении. Парамеры выходят за вершину срединной доли.